# A magyar labdarúgó-válogatott mérkőzései 1968-ban
A magyar labdarúgó-válogatottnak 1968-ban mindössze két találkozója volt, a Szovjetunió elleni két Eb-selejtező. Budapesten az Albert Flórián és Bene Ferenc nélkül felálló csapat 2–0-ra győzött, a moszkvai visszavágón már a két klasszis játékos is kevésnek bizonyult. Az első félidőben Solymosi lábáról pattant a labda Tamás Gyula hálójába, a második gólt Hurcilava 25 méterről vágta a kapuba, végül Bisovec gólja jelentette az Eb-búcsút.
Szövetségi kapitány:
- Sós Károly

## Eredmények
438. mérkőzés – Eb-selejtező
| 1968. május 4. |

| Magyarország          | 2–0             | Szovjetunió |
| --------------------- | --------------- | ----------- |
| Farkas 23' Göröcs 84' | (1–0) Részletek |             |

| Népstadion, Budapest Nézőszám: 80 000 Játékvezető: Laurens van Ravens (NED) |

439. mérkőzés – Eb-selejtező
| 1968. május 11. |

| Szovjetunió                                    | 3–0             | Magyarország |
| ---------------------------------------------- | --------------- | ------------ |
| Solymosi 20' (öngól) Hurcilava 58' Bisovec 70' | (1–0) Részletek |              |

| Lenin-stadion, Moszkva Nézőszám: 100 000 Játékvezető: Kurt Tschenscher (FRG) |

nem hivatalos mérkőzés – olimpia C csoport
| 1968. október 13. |

| Magyarország                                     | 4–0                           | Salvador |
| ------------------------------------------------ | ----------------------------- | -------- |
| Menczel 19' Dunai A. 47' Fazekas 51' Sárközi 68' | (1–0) (Jegyzőkönyv) Részletek |          |

| Estadio Jalisco, Guadalajara Játékvezető: Diego de Leo (MEX) |

nem hivatalos mérkőzés – olimpia C csoport
| 1968. október 15. |

| Magyarország             | 2–2                           | Ghána                  |
| ------------------------ | ----------------------------- | ---------------------- |
| Dunai A. 15' Menczel 17' | (2–2) (Jegyzőkönyv) Részletek | Sunday 12' Sampene 33' |

| Estadio Jalisco, Guadalajara Játékvezető: Marujama Josijuki (JPN) |

nem hivatalos mérkőzés – olimpia C csoport
| 1968. október 17. |

| Magyarország     | 2–0                           | Izrael |
| ---------------- | ----------------------------- | ------ |
| Dunai A. 40' 75' | (1–0) (Jegyzőkönyv) Részletek |        |

| Estadio Jalisco, Guadalajara Játékvezető: Arturo Yamasaki (PER) |

nem hivatalos mérkőzés – olimpiai negyeddöntő
| 1968. október 20. |

| Magyarország | 1–0                           | Guatemala |
| ------------ | ----------------------------- | --------- |
| Szűcs 69'    | (0–0) (Jegyzőkönyv) Részletek |           |

| Estadio Jalisco, Guadalajara Játékvezető: Arturo Yamasaki (PER) |

nem hivatalos mérkőzés – olimpiai elődöntő
| 1968. október 22. |

| Magyarország                    | 5–0                           | Japán |
| ------------------------------- | ----------------------------- | ----- |
| Szűcs 30' 60' 75' Novák 53' 65' | (1–0) (Jegyzőkönyv) Részletek |       |

| Estadio Azteca, Mexikóváros Játékvezető: Romualdo Arppi Filho (BRA) |

nem hivatalos mérkőzés – olimpiai döntő
| 1968. október 26. |

| Magyarország                            | 4–1                           | Bulgária     |
| --------------------------------------- | ----------------------------- | ------------ |
| Menczel 40' Dunai A. 41' 49' Juhász 62' | (2–1) (Jegyzőkönyv) Részletek | Dimitrov 22' |

| Estadio Azteca, Mexikóváros Nézőszám: 75 000 Játékvezető: Diego de Leo (MEX) |